# Suazilandia en los Juegos Olímpicos de Tokio 2020
Suazilandia estuvo representada en los Juegos Olímpicos de Tokio 2020 por cuatro deportistas, tres hombres y una mujer, que compitieron en tres deportes.
Los portadores de la bandera en la ceremonia de apertura fueron el boxeador Thabiso Dlamini y la nadadora Robyn Young. El equipo olímpico suazi no obtuvo ninguna medalla en estos Juegos.